# Epoca de reconstrucție a Statelor Unite ale Americii
În istoria Statelor Unite, epoca de reconstrucție reprezintă perioada de după Războiul Civil, între 1865 și 1877, în care s-au desfășurat procesele de abolire a sclaviei, distrugerea oricărei urme a existenței Confederației, și reconstrucția economică și socială a Sudului, precum și remodelarea Constituției. Discuții în cadrul guvernului referitor la perioada de după război au început încă din 1861, Lincoln discutând cu ceilalți membri ai administrației aspecte legate de încheierea războiului. Sub Abraham Lincoln, reconstrucția prezidențială a început în fiecare stat ocupat pe măsură ce Uniunea prelua controlul suficient de ferm asupra lui. Data de sfârșit a perioadei este considerată a fi anul 1877, când, în urma unui compromis, au fost înlăturate ultimele guverne republicane ale unor state din Sud, deși unii istorici prelungesc această perioadă până în anii 1890.
Reconstrucția a tratat problema recâștigării de către statele secesioniste din Sud a autoguvernării și a locurilor în Congres, statutul civil al liderilor Confederației, și statutul legal și constituțional al sclavilor eliberați. După Războiul Civil, au izbucnit controverse violente în tot Sudul privind tratarea unor astfel de probleme, foști soldați confederați organizându-se în grupări paramilitare pentru a continua rezistența, sau în grupări ca Ku Klux Klan.
Amendamentele constituționale și reformele legislative care au pus bazele celei mai radicale faze a Reconstrucției au fost adoptate între 1865 și 1871. Până în anii 1870, Reconstrucția reușise parțial să acorde sclavilor eliberați drepturi egale în fața legii, iar aceștia aveau drept de vot și puteau candida pentru posturi în conducere. Legislaturile republicane, coaliții între albi și negri, au înființat primele sisteme de școli publice din Sud. Începând din 1874, însă, au apărut din ce în ce mai multe organizații paramilitare ale albilor, cum ar fi White League⁠(d) (Liga Albilor) și Cămășile Roșii (Redshirts), al căror scop politic era îndepărtarea republicanilor. Acestea au terorizat negrii pentru a-i opri din a participa la alegeri. Din 1873 până în 1877, democrații albi conservatori (autointitulați Redeemers⁠(d)) au recâștigat puterea în alegerile de la nivelul statelor din fosta Confederație. Câteva state au păstrat mulți ani constituțiile rescrise în timpul Reconstrucției. Altele au adoptat legi separate care au înlăturat unele măsuri luate în timpul Reconstrucției.
În 1877, președintele Rutherford Hayes a retras trupele federale, cauzând căderea ultimelor trei guverne statale republicane din Sud. Începând cu 1890, la 13 ani după sfârșitul reconstrucției, statele sudice s-au folosit de legi și constituții privatoare de drepturi pentru a pune în funcțiune mecanisme care să împiedice negrii să-și exercite dreptul la vot, mecanisme ca votul cenzitar, teste de alfabetism și alegeri primare doar pentru albi. Până în 1900, democrații albi din Sud reușiseră să devină partid unic în statele din regiune și au aplicat politici de segregație rasială care au continuat cu diverse grade de intensitate în tot Sudul până în anii 1960. 
Conflictele cauzate de partizanatul puternic al epocii au persistat mult după începutul secolului al XX-lea. Dar în alte feluri, albii din Nord și din Sud s-au reconciliat, reconciliere ce a atins maximul la începutul secolului al XX-lea. Această reconciliere a coincis cu nadirul relațiilor rasiale americane. În această perioadă au avut loc numeroase linșări și acte de violență, mai ales în Sud; o creștere a segregației rasiale în toată America, și privări de drepturi civile ale multor afroamericani din Sud.
Adoptarea amendamentelor al 13-lea, al 14-lea și al 15-lea la Constituția SUA au fost moștenirile constituționale ale Reconstrucției. Aceste amendamente au stabilit drepturile pe care negrii și aliații lor albi le-au folosit în numeroase procese, care au condus la decizii ale Curții Supreme a SUA începând cu prima parte a secolului al XX-lea, decizii care au înlăturat o parte din legislația privatoare de drepturi. În plus, Mișcarea pentru Drepturi Civile a contribuit la adoptarea de legi ce protejau dreptul la vot și alte drepturi civile la jumătatea anilor 1960, și la alte amendamente consituționale care au protejat și extins egalitatea de drepturi.

## Fazele Reconstrucției
Reconstrucția se împarte în trei faze. Reconstrucția prezidențială, 1863-1866 a fost controlată de președinții Abraham Lincoln și Andrew Johnson, cu scopul de a restaura rapid armonia și de a reunifica țara, conform grijii principale a lui Lincoln în timpul Războiului Civil: conservarea Uniunii. Această primă fază a început cu proclamația de emancipare. După ce Lincoln a fost asasinat, misiunea reconstruirii Sudului i-a revenit lui Johnson, fost democrat din Sud, dar acum independent. A numit lideri albi ca guvernatori ai statelor din Sud. Johnson a intrat adesea în conflict cu republicanii radicali care veniseră la putere în Congres în urma alegerilor din 1866; din cauza rezistenței sale împotriva măsurilor dure de Reconstrucție, el a fost pus sub acuzare pe baza unei tehnicalități, fiind ulterior achitat. Faza a doua, „Reconstrucția Congresului” s-a desfășurat după 1866; această perioadă este adesea numită „Reconstrucția radicală” sau „Reconstrucția negrilor” din cauza influenței radicalilor de la Washington și a predominației alegătorilor negri în Sud.
În a treia fază a Reconstrucției, Răscumpărarea, 1873–1877, albi din Sud, conservatori și democrați, au învins republicanii și au recâștigat controlul tuturor statelor din Sud. În 1877, președintele republican Rutherford Hayes a retras trupele federale, ceea ce a dus la schimbarea ultimelor trei guverne statale republicane, marcând sfârșitul Reconstrucției.

## Generalități
Pe măsură ce statele confederate reveneau sub controlul Armatei SUA, președintele Abraham Lincoln a organizat guverne reconstruite în Tennessee⁠(d), Arkansas⁠(d), și Louisiana⁠(d) încă din timpul războiului. El a testat acordarea de terenuri negrilor în Carolina de Sud⁠(d). Până în toamna lui 1865, noul președinte Andrew Johnson declarase îndeplinite obiectivele de război ale unității naționale și ale sfârșitului sclaviei, iar reconstrucția o considera realizată. Republicanii din Congres, refuzând să accepte termenii indulgenți ai lui Johnson, au respins noii membri ai Congresului, dintre care unii fuseseră oficiali de rang înalt ai Confederației cu doar câteva luni mai devreme. Johnson s-a distanțat de republicani după ce a respins prin veto două legi-cheie care susțineau Biroul Eliberaților⁠(d) și dădeau drepturi civile la nivel federal sclavilor eliberați⁠(d). Alegerile legislative din 1866 au ajuns la problema Reconstrucției, și s-au încheiat cu o victorie totală a republicanilor⁠(d) în Nord, republicanii radicali căpătând un control suficient asupra Congresului pentru a trece peste vetoul lui Johnson și pentru a începe propria lor „Reconstrucție radicală” în 1867. În același an, Congresul a destituit guvernele civile din Sud și a pus fosta Confederație sub administrația Armatei SUA. Armata a organizat noi alegeri în care sclavii eliberați au avut drept de vot, în timp ce albilor care deținuseră posturi importante în Confederație li s-au refuzat și dreptul de vot, și cel de a fi ales.
În zece state, coaliții de sclavi eliberați, negri și albi recent sosiți din Nord (carpetbaggers⁠(d)), și albi sudiști care susținuseră Reconstrucția (scalawags) au cooperat pentru a forma guverne statale republicane⁠(d) birasiale. Ei au introdus diferite programe de reconstrucție, inclusiv: finanțarea de școli publice⁠(d), înființarea de instituții de caritate, creșterea impozitelor și finanțarea de lucrări publice cum ar fi ameliorarea transportului feroviar și naval. Adversarii conservatori acuzau regimurile republicane de corupție și insigau la violențe împotriva sclavilor eliberați și a albilor care susțineau Reconstrucția. Majoritatea violențelor au fost comise de Ku Klux Klan (KKK), o organizație teroristă secretă strâns aliată cu Partidul Democrat din Sud. Membri ai Klanului atacau și intimidau negrii care încercau să-și exercite noile drepturi cetățenești, precum și pe politicienii republicani din Sud care favorizau aceste drepturi. Un astfel de politician ucis de Klan în ajunul alegerilor prezidențiale din 1868 a fost congressmanul republican James M. Hinds⁠(d) din Arkansas. Violențele pe scară largă din Sud au dus la o intervenție federală⁠(d) a președintelui Ulysses S. Grant în 1871, care a suprimat Klanul. Cu toate acestea, democrații⁠(d) albi, declarându-se „Redeemers⁠(d)”, au recâștigat controlul asupra Sudului stat cu stat, uneori cu ajutorul fraudei și violențelor la alegeri. O criză economică națională profundă care a urmat Panicii din 1873⁠(d) a dus la mari câștiguri ale democraților în Nord, la prăbușirea multor investiții feroviare în Sud și la creșterea frustrării în Nord.
Sfârșitul Reconstrucției a fost un proces șovăielnic, și perioada de control republican a luat sfârșit la date diferite în state diferite. Cu Compromisul din 1877, intervenția militară în politica Sudului a încetat și controlul republican s-a prăbușit și în ultimele trei guverne de state din Sud. Aceasta a fost urmată de o perioadă pe care sudiștii albi au denumit-o „Redemption”, în timpul căreia multe legislative dominate de albi au adoptat legile Jim Crow și, începând cu 1890, i-au privat⁠(d) pe majoritatea negrilor și pe mulți albi săraci de drepturi printr-o combinație de modificări constituționale și legi electorale. Memoria Reconstrucției în rândul democraților sudiști albi a jucat un rol major în impunerea sistemului supremației albilor și al statutului de cetățeni de rangul al doilea⁠(d) pentru negri, denumit Epoca Jim Crow.

## 1863-1866: Problema readucerii Sudului în Uniune

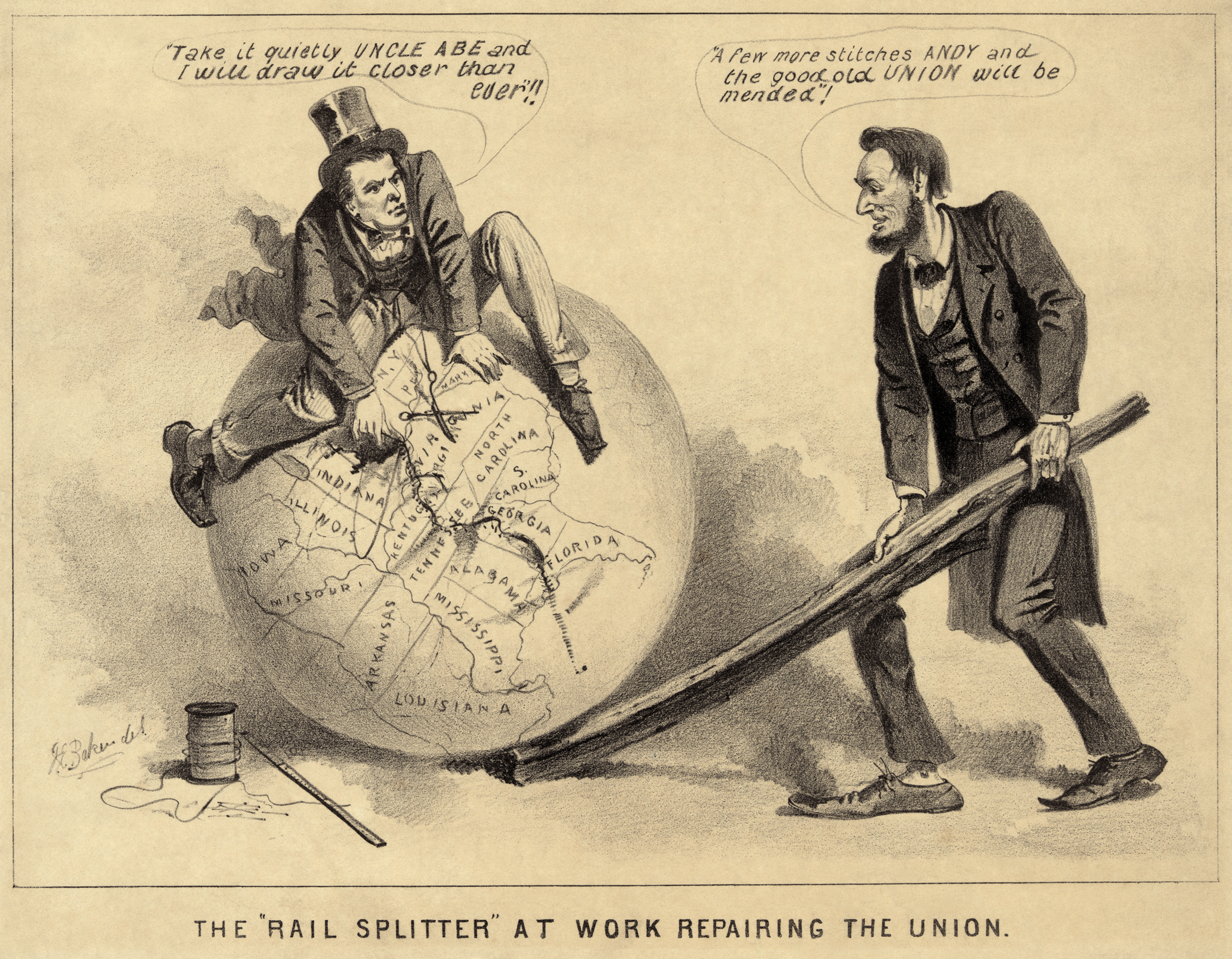
Caricatură politică cu Andrew Johnson și Abraham Lincoln, 1865, intitulată „The Rail Splitter At Work Repairing the Union.” („Muncitorul feroviar la lucru reparând Uniunea”) Johnson: Ia-o pe tăcute, nene Abe, și eu o s-o strâng mai aproape ca niciodată. Lincoln: Încă vreo câteva copci, Andy, și Uniunea noastră va fi cârpită.

În timpul războiului civil, liderii republicani radicali spuneau că sclavia și Puterea Sclavagistă trebuia să fie distrusă definitiv, și că orice formă de naționalism confederat trebuie să fie suprimată. Moderații spuneau că aceasta se putea ușor realiza imediat ce armatele confederate se predau și statele din Sud revin asupra secesiunii și acceptă Amendamentul al 13-lea—ceea ce s-a întâmplat după decembrie 1865.
Președintele Abraham Lincoln era liderul republicanilor moderați și dorea accelerarea Reconstrucției și reunirea națiunii într-o manieră cât mai rapidă și mai lipsită de suferințe. Lincoln începuse oficial Reconstrucția de la sfârșitul lui 1863 cu Planul celor zece procente, care a fost pus în aplicare în câteva state, dar față de care radicalii se opuneau. Lincoln a împiedicat aplicarea, planului radicalilor, Legea Wade-Davis Bill în 1864, care era mult mai dură decât Planul celor zece procente. Facțiunea adversă, a radicalilor, era sceptică în ce privea intențiile sudiștilor și a cerut acțiuni federale mai stringente. Congressmanul Thaddeus Stevens și Senatorul Charles Sumner erau liderii grupărilor republicane radicale.
Charles Sumner spunea că secesiunea distrusese doar statele, iar Constituția își exercita încă autoritatea și protecția asupra indivizilor, ca și în teritorii. Thaddeus Stevens și adepții săi considerau și ei că secesiunea adusese teritoriile acelor state la nivelul unor teritorii. Republicanii căutau să împiedice politicienii sudiști să „restaureze subordonarea istorică a negrilor.” Întrucât sclavia fusese abolită, regula celor trei cincimi nu se mai aplica la numărarea populației de negri. După recensământul din 1870, Sudul avea să câștige noi reprezentanți în Congres, pe baza populației de sclavi eliberați. În 1870 au fost puși la socoteală toți negri, indiferent dacă erau sau nu cetățeni. Un republican din Illinois și-a exprimat temerile că dacă Sudului i s-ar permite să-și recâștige vechile puteri, ar fi însemnat că „creșterea reprezentării ar fi o răsplată pentru trădare”.
După asasinarea lui Abraham Lincoln în aprilie 1865, Andrew Johnson din Tennessee, care fusese ales vicepreședinte împreună cu Lincoln în 1864 din partea Partidului Național Unionist, a devenit președinte. Johnson a respins programul radical pentru o Reconstrucție îndelungată și dură, numind în schimb guvernatorii lui și încercând să termine procesul Reconstrucției până la sfârșitul lui 1865. Până la începutul lui 1866, izbucnise un conflict deschis între Johnson (acum aliat cu democrații) și radicali; a refuzat să promulge legi și a emis decrete care intrau în contradicție cu legile adoptate de Congres.
Congresul a respins argumentele lui Johnson că el deținea puterea pe timp de război de a decide, întrucât războiul se terminase. Congresul a decis că are autoritatea principală pentru a hotărî cum urma să se desfășoare Reconstrucția, deoarece Constituția stipula că Statele Unite trebuia să garanteze fiecărui stat forma republicană de guvernare. Radicalii insistau că aceasta însemna că Congresul e cel care decide cum se face Reconstrucția. Aspectele erau multiple: cine trebuia să decidă, Congresul sau președintele? Cum trebuia republicanismul să opereze în Sud? Care era statutul statelor confederate? Care era situația cetățeniei celor care susținuseră Confederația? Care era situația cetățeniei și drepturilor electorale ale sclavilor eliberați?
Alegerile parlamentare din 1866 au schimbat decisiv echilibrul puterii, dând republicanilor o majoritate de două treimi în ambele camere ale Congresului, și suficiente voturi pentru a putea înlătura dreptul de veto al lui Johnson. Aceștia l-au pus pe Johnson sub acuzare din cauza tentativelor sale constante de a împiedica măsurile de Reconstrucție. Johnson a fost achitat la diferență de un singur vot, dar a pierdut influența asupra politicilor de Reconstrucție.
Republicanii au înființat districte militare în Sud și s-au folosit de personalul militar pentru administrarea regiunii până la formarea de guverne loiale Uniunii. Au suspendat temporar drepturile electorale ale aproximativ 10–15.000 de albi care fuseseră oficiali sau ofițeri superiori ai Confederației, și au acordat cetățenie cu drepturi de pline și drept de vot foștilor sclavi.
Cu dreptul de vot, sclavii eliberați au început să participe la viața politică. Deși mulți sclavi erau analfabeți, negrii educați (inclusiv sclavi evadați) au venit din Nord pentru a-i ajuta, astfel ieșind în față câțiva lideri. Ei au ales și albi și negri pentru a-i reprezenta în convențiile constituționale. O coaliție republicană de sclavi eliberați, localnici din Sud loiali Uniunii (numiți peiorativ scalawags de democrații albi), și nordiști care au emigrat în Sud (numiți peiorativ carpetbaggers—dintre care unii erau localnici care se întorceau, dar majoritatea erau veterani din Uniune), s-au organizat, înființând convenții constituționale. Ei au scris noi constituții ale statelor.

### Problema loialității
În dezbaterile privind Legea Wade-Davis din 1864, s-a pus problema loialității. Wade-Davis cerea votanților să depună un jurământ, în care declarau că în trecut nu au susținut Confederația și nici pe soldații acesteia. Urmându-și politica „fără ranchiună”, anunțată în al doilea său discurs inaugural, Lincoln privea doar spre viitor, și cerea ca votanții să jure doar că vor susține Uniunea. Radicalii au pierdut suportul din cauza vetoului lui Lincoln împotriva Legii Wade-Davis, dar au recăpătat forță după asasinarea lui Lincoln în aprilie 1865.

### Chestiunea drepturilor electorale

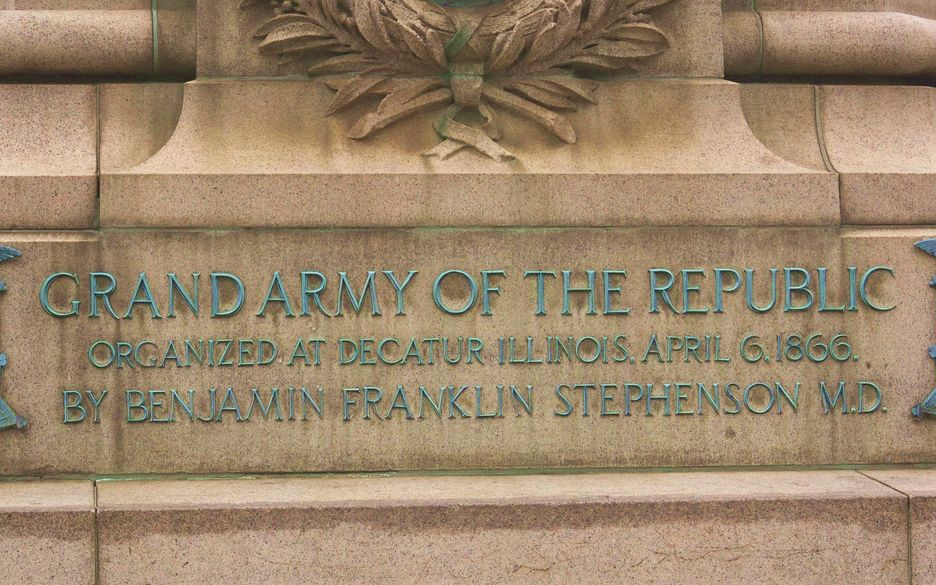
Monument în onoarea Marii Armate a Republicii, organizată după război.

Congresul trebuia să decidă cum să aducă statele din Sud înapoi în Uniune. Drepturile electorale ale foștilor confederați reprezentau una dintre cele două probleme principale. La început, fiecare parte încerca să o împiedice pe cealaltă să voteze. Întrebarea era dacă să fie lăsați doar unii sau toți foștii confederați să voteze. Moderații doreau ca practic toți să voteze, dar radicalii se opuneau. Ei au încercat în mod repetat să impună jurământul lor, care practic nu ar fi permis niciunui confederat să voteze. Reprezentantul Thaddeus Stevens din Pennsylvania a propus, fără succes, ca toți foștii confederați să piardă dreptul de vot timp de cinci ani. Compromisul la care s-a ajuns i-a privat pe mulți lideri militari și civili ai Confederației de dreptul la vot. Nu se știe câți au pierdut temporar dreptul la vot, dar se estimează că cifra se ridică între 10.000 și 15.000.
A doua problemă a fost cea a dreptului la vot al sclavilor eliberați. Problema era acordarea cetățeniei celor patru milioane de foști sclavi. Dacă aveau să fie considerați cetățeni, trebuia să fie determinată și proporția de locuri în Congres alocată lor. Înainte de război, populația de sclavi fusese numărată ca trei cincimi dintr-un număr comparabil de albi liberi. Profitând de numărarea celor patru milioane de sclavi ca cetățeni cu drepturi depline, Sudul ar fi câștigat locuri suplimentare în Congres. Dacă negrilor li se refuza dreptul la vot și cel de a fi ales, atunci doar albii i-ar fi reprezentat. Mulți conservatori (inclusiv majoritatea sudiștilor albi, democrații din nord, și unii republicani) se opuneau acordării dreptului la vot negrilor.
Lincoln susținuse o politică de mijloc de a permite unor negri să voteze, în special veteranilor de război. Johnson credea și el că acest serviciu adus Uniunii trebuia să fie răsplătit prin acordarea cetățeniei. Lincoln a propus acordarea dreptului de vot „celor foarte inteligenți, și mai ales celor care au luptat cu onoare de partea noastră.” În 1864, guvernatorul Johnson a spus: „Cea mai bună clasă a lor va începe să muncească pentru a se întreține, și acea clasă ar trebui să primească dreptul de vot, pe motiv că un negru loial este mai demn de acest drept decât un alb neloial.” Ca președinte în 1865, Johnson a scris celui pe care-l numise ca guvernator al statului Mississippi, recomandându-i, „dacă ați putea extinde drepturile electorale asupra tuturor persoanelor de culoare care știu să citească Constituția în engleză și să-și scrie numele, și tuturor persoanelor de culoare care au pământ în proprietate în valoare de nu mai puțin de două sute cincizeci de dolari, și pe care plătesc taxe, i-ați dezarma pe adversari [radicalii din Congres], și ați da un exemplu pe care și celelalte state îl vor urma.”
Congressmanii Charles Sumner din Massachusetts și Thaddeus Stevens, liderii republicanilor radicali, au ezitat la început să acorde drepturi electorale populației de foști sclavi, majoritatea analfabeți. Sumner a preferat la început impunerea de cerințe imparțiale, pentru a permite doar votul celor care știau să citească, atât albi cât și negri. El credea, însă, că nu va reuși să obțină suport pentru adoptarea de legi care să priveze de dreptul de vot pe albii analfabeți care beneficiau deja de acest drept.
În Sud, mulți dintre albii săraci erau analfabeți. În 1880, de exemplu, rata analfabetismului în rândul albilor era de aproximativ 25% în Tennessee, Kentucky, Alabama, Carolina de Sud, și Georgia; și chiar de 33% în Carolina de Nord. Pentru comparație, la nivel național, analfabetismul în rândul albilor era de doar 9%, iar cel în rândul negrilor din Sud se ridica la peste 70%. Până în 1900, în urma accentului pus pe educație în cadrul comunităților de negri, însă, majoritatea negrilor știau să scrie și să citească.
Sumner a concluzionat în curând că „nu există altă metodă de protecție a sclavilor eliberați, alta decât dreptul de vot.” Aceasta era ceva necesar, spunea el, „(1) pentru protecția lor; (2) pentru protecția albilor unioniști; și (3) pentru pacea în țară. Le-am pus muschetele în mâini deoarece am avut nevoie de ei; din același motiv trebuie să le dăm dreptul de vot.” Suportul pentru drepturile electorale a fost un compromis atins între republicanii moderați și cei radicali.
Republicanii credeau că cel mai bun mod de a câștiga experiență politică era exercitarea dreptului de vot și participarea la viața politică. Au fost adoptate legi care permiteau tuturor bărbaților eliberați din sclavie să voteze. În 1867, negrii au votat pentru prima oară. De-a lungul perioadei de reconstrucție, peste 1.500 de negri au fost aleși în demnități publice în Sud. Această proporție nu corespundea cu ponderea lor în cadrul populației, dar adesea ei au ales albi pentru a-i reprezenta. (chestiunea dreptului de vot pentru femei a fost și ea discutată, dar a fost respinsă.)
Ulterior, din perioada 1890-1908, statele din Sud au adoptat noi constituții și legi care au retras dreptul de vot zecilor de mii de albi săraci și majorității negrilor prin procedeele de înregistrare a alegătorilor și prin noi legi electorale. Pentru a evita confruntarea cu coaliții între negri și albii săraci ca în anii 1890, democrații i-au exclus pe ambii de la vot în majoritatea statelor din Sud. În Alabama, de exemplu, dreptul de vot al albilor săraci a fost restrâns, deși statul avea vot universal pentru albi de la înființarea sa în 1819. În 1900-1903 numărul de alegători albi a scăzut cu peste 40.000, deși populația a crescut. Până în 1941, au pierdut dreptul de vot 600.000 de albi săraci din Alabama și 520.000 de negri.

### Comisia Tratatului Sudului
Cele Cinci Triburi Civilizate care fuseseră așezate în Teritoriul Indian (astăzi parte din Oklahoma) dețineau sclavi negri și au semnat tratate prin care susțineau Confederația. În timpul războiului, se dusese și un război între indienii pro- și anti-Uniune. Congresul a adoptat o lege prin care președintele era autorizat să suspende acordarea de terenuri pentru orice trib dacă acesta „se află într-o stare de ostilitate reală cu guvernul Statelor Unite ... și, prin proclamare, declară toate tratatele cu aceste triburi abrogate de ele” (25 USC Sec. 72).
Ca o componentă a Reconstrucției, Departamentul de Interne a cerut o întrunire a reprezentanților tuturor triburilor indiene care se afiliaseră cu Confederația. Consiliul, Comisia Tratatului Sudului⁠(d), s-a întrunit la Fort Smith⁠(d) în septembrie 1865, cu participarea a sute de indieni ce reprezentau zeci de triburi. De-a lungul următorilor câțiva ani, comisia a negociat cu triburile tratate care au dus la alte mutări în Teritoriul Indian și la apariția de facto (inițial prin tratat) a unui Teritoriu Oklahoma.

## Reconstrucția prezidențială a lui Johnson: 1865–66
Supărarea din Nord pentru asasinarea lui Lincoln și pentru costul uman enorm al războiului a condus la cereri pentru politici dure față de Sud. Vicepreședintele Andrew Johnson adoptase o linie dură și vorbea despre spânzurarea confederaților rebeli, dar când i-a urmat lui Lincoln ca președinte, Johnson a adoptat o linie mult mai moderată, oferind grațieri multor lideri confederați. Jefferson Davis a fost închis timp de doi ani, dar alți lideri confederați nu. Nu s-au ținut procese pentru trădare. O singură persoană—maiorul Henry Wirz⁠(d), comandantul lagărului de prizonieri de la Andersonville⁠(d)—a fost executată pentru crime de război. 
În martie 1865, Congresul înființase Biroul pentru Eliberați (în engleză Freedmen's Bureau). Această instituție furniza hrană, îmbrăcăminte, și combustibili foștilor sclavi și refugiaților albi, precum și sfaturi pentru negocierea contractelor de muncă. A încercat să supervizeze noile relații între foștii sclavi și foștii lor stăpâni. Nu a promis nimănui, așa cum afirmau unele mituri ulterioare, 40 de pogoane de pământ și un catâr.
Deși au cedat în fața abolirii sclaviei, mulți foști confederați nu erau dispuși să accepte schimbările sociale ce aveau loc și nici dominația foștilor sclavi. Învinșii nu erau dispuși să admită schimbarea societății lor. După cum spunea Benjamin F. Perry, numit de președintele Johnson ca guvernator provizoriu al Carolinei de Sud: „La început, negrilor li se vor da toate puterile politice, și apoi antagonismul intereselor între capital și forța de muncă urmează să producă rezultatul.”
Totuși, temerile elitei stăpânilor de plantații, în majoritate conservatoare, și ale altor albi au fost parțial atenuate de acțiunile președintelui Johnson, care a dat asigurări că sclavii eliberați nu vor fi masiv împroprietăriți cu pământuri confiscate de la proprietari. Președintele Johnson a ordonat ca pământurile confiscate sau abandonate administrate de Biroul pentru Eliberați să nu fie redistribuite foștilor sclavi, ci returnate unor proprietari grațiați. Pământurile ce ar fi fost naționalizate conform Legii Confiscării adoptate de Congres în 1861 și 1862 au fost retrocedate. 

### Situația sclavilor eliberați în 1865-66 și intrarea în vigoare a Codurilor Negrilor

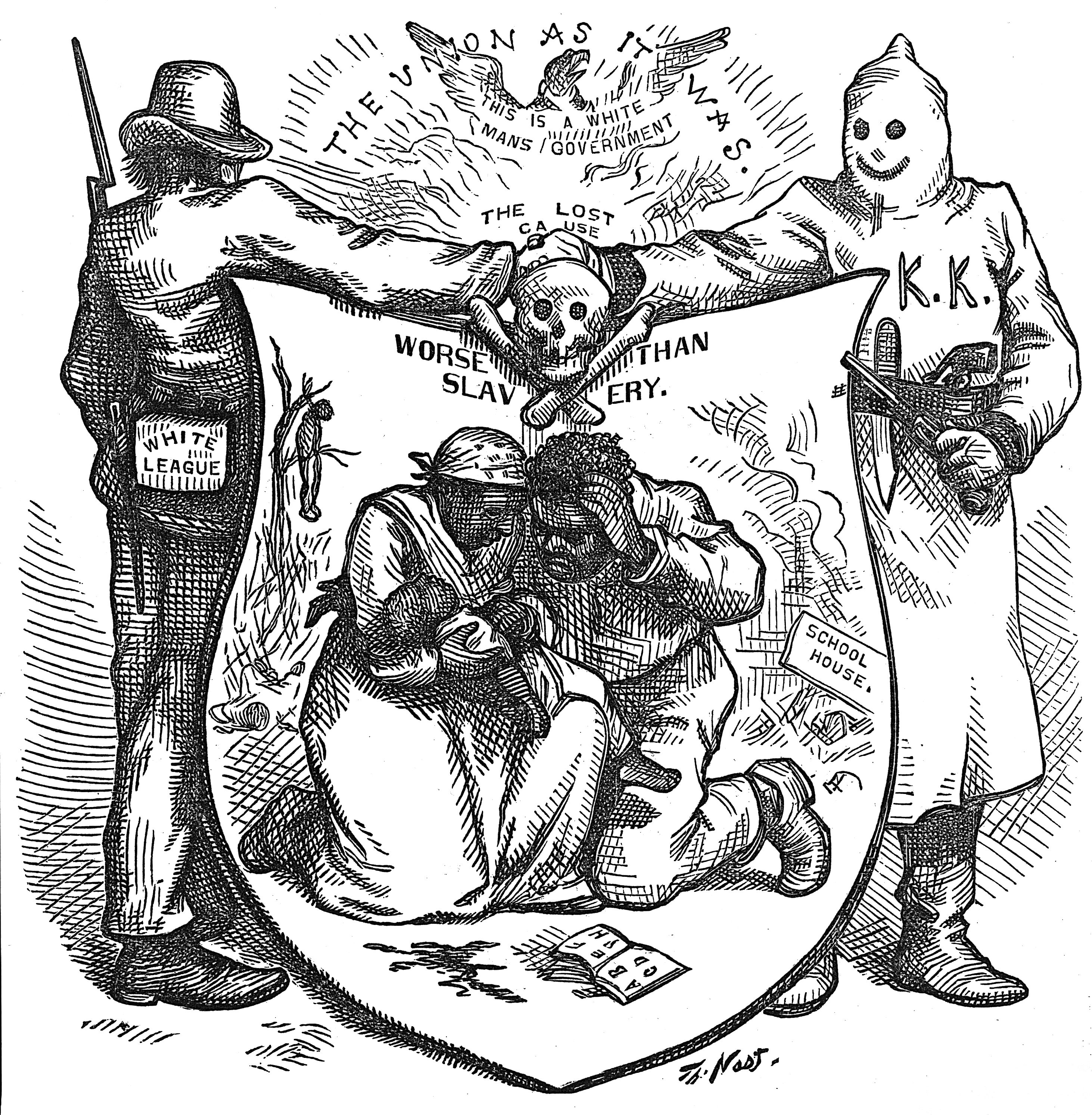
Desen apărut în caricaturizând opoziția Ku Klux Klan și față de Reconstrucție

Guvernele statelor din Sud au pus în aplicare rapid niște legi restrictive pentru negri, care însă au fost abolite în 1866 și nu au avut efect deoarece Biroul pentru Eliberați (și nu tribunalele locale) au tratat chestiunile legale ale sclavilor eliberați.
Legile negrilor sunt un indiciu privind planurile pregătite de albii din sud pentru foștii sclavi. Negrii urmau să aibă mai multe drepturi decât aveau negrii liberi înainte de război, dar acestea aveau să se limiteze la o serie de drepturi civile minore. Nu urma să aibă drept de vot, și, cum ei nu erau cetățeni, nu aveau dreptul de a purta armă, nici cel de a face parte din juriul unor procese în care erau implicați albi, și nici cel de a se muta fără loc de muncă. Legile negrilor ar fi restrâns puterea negrilor de a-și controla propriile locuri de muncă. Opinia publică din Nord a fost scandalizată de aceste legi. Ele au fost abrogate prin Legea drepturilor civile din 1866 care a dat sclavilor eliberați egalitate în fața legii (însă nu și dreptul de vot).
Negrii au respins metodele coloniilor de muncă din perioada sclaviei; cu susținerea puternică a Biroului pentru Eliberați, ei au forțat proprietarii de plantații să negocieze contractele de muncă. Aceste negocieri au condus la înființarea sistemului arendei, care le-a dat negrilor o mai mare independență economică și socială decât coloniile de muncă. Totuși, din cauza lipsei de capital și deoarece proprietarii de plantații continuau să controleze mijloacele de producție (unelte, animale de povară și pământ), foștii sclavi au fost forțați să cultive plante industriale (mai ales bumbac) pentru proprietari și pentru negustori. Sărăcia pe scară largă, perturbarea unei economii predominant agrare puternic dependentă de bumbac, și prăbușirea prețului bumbacului, au condus în câteva decenii la îndatorarea majorității negrilor, și la sărăcirea multor proprietari de plantații.
Oficialii din Nord au furnizat relatări diferite privind situația foștilor sclavi din Sud. O evaluare dură a venit din partea lui Carl Schurz⁠(d), care a relatat situația din statele de pe coasta Golfului Mexic. El a documentat zeci de linșări și a susținut că sute sau mii de alți afroamericani erau omorâți.

Numărul de omoruri și de violențe comise împotriva negrilor este foarte mare; ne putem forma doar o părere estimativă asupra a ceea ce se petrece în aceste părți ale Sudului care nu sunt sub supraveghere militară strictă, și de unde nu provin rapoarte regulate, după ce se petrece chiar sub ochii autorităților noastre militare. În ce privește experiența mea personală, voi menționa doar că în timpul sejurului meu de două zile în Atlanta, un negru a fost înjunghiat mortal pe stradă, și trei au fost otrăviți, dintre care unul a murit. În timp ce eram la Montgomery, un negru a fost tăiat la gât cu intenția evidentă de a fi ucis, și un altul a fost împușcat, dar amândoi au scăpat cu viață. Câteva ziare atașate acestui raport dau o relatare a numărului de cazuri de crimă care au avut loc în diverse locuri într-o perioadă anume de timp. Este un fapt trist că aceste acte nu se limitează la acea clasă de oameni care ar putea fi denumită pleava.
Carl Schurz, "Report on the Condition of the South", decembrie 1865 (U.S. Senate Exec. Doc. No. 2, 39th Congress, 1st session).

Raportul conținea mărturii date sub jurământ de soldați și oficiali ai Biroului pentru Eliberați. În Selma, Alabama, maiorul J.P. Houston a notat că albii care au omorât 12 afroamericani în districtul său nici măcar nu au fost judecați. Multe alte omoruri nici nu au fost investigate oficial. Căpitanul Poillon a descris patrule de albi din sud-vestul statului Alabama „care abordează unele ambarcațiuni; după plecarea vaselor, ei împușcă, spânzură sau îneacă victimele pe care le găsesc la bord, și toți cei găsiți pe drumuri sau venind dinspre râuri sunt aproape întotdeauna omorâți. Negrii uluiți și îngroziți nu știu ce să facă--să plece înseamnă moartea; să rămână înseamnă să sufere povara crescândă impusă asupra lor de cruzii supraveghetori, al căror singur interes este munca negrilor, stoarsă prin orice metodă pe care o ingeniozitate inumană ar putea-o găsi; se recurge la biciuiri și omoruri pentru a-i intimida pe cei pe care doar teama de o moarte groaznică îi face să rămână, în vreme ce patrulele, câinii și iscoadele, deghizați în yankei, îi păzesc veșnic pe acești nefericiți.”

### Răspunsurile moderaților
Ca răspuns față de legile negrilor și la semnele îngrijorătoare ale recalcitranței sudiștilor, republicanii radicali au blocat readmiterea fostelor state rebele în Congres în toamna lui 1865. Congresul a reînnoit și Biroul pentru Eliberați, dar Johnson a refuzat să promulge legea Biroului pentru Eliberați în februarie 1866. Senatorul de Illinois Lyman Trumbull⁠(d), liderul republicanilor moderați, s-a simțit jignit de legile negrilor. El a propus prima lege a drepturilor civile, deoarece abolirea sclaviei era vidă de conținut dacă „vor fi aplicate legi care să priveze persoanele de descendență africană de drepturile esențiale ale unor oameni liberi... O lege care nu permite unei persoane de culoare să treacă dintr-un district în altul, și una care nu le permite să aibă proprietăți, să predea, să fie preoți, sunt sigur legi care încalcă drepturile unor oameni liberi... Scopul acestei propuneri legislative este distrugerea tuturor acestor discriminări." 
Partea cea mai importantă a propunerii lui Trumbull era secțiunea introductivă:
„Toate persoanele născute în Statele Unite... sunt declarate cetățeni ai Statelor Unite; acești cetățeni de orice rasă sau culoare, indiferent dacă au fost sau nu sclavi ... vor avea aceleași drepturi în toate statele ...de a semna și pune în aplicare contracte, de a iniția proces, de a face parte în proces, de a depune mărturie, de a moșteni, cumpăra, închiria, vinde, deține și de a transporta orice proprietate personală, și de a beneficia în mod egal de toate legile și prevederile legale privind siguranța persoanei și a proprietății, de care se bucură și cetățenii albi; lor li se vor aplica aceleași pedepse ... și se vor supune acelorași legi.”
Congresul a adoptat rapid legea drepturilor civile; Senatul la 2 februarie a votat 33–12; Camera Reprezentanților a votat-o la 13 martie cu 111–38.

### Vetoul lui Johnson; ralierea republicanilor împotriva lui
Deși presat de moderații din Congres să semneze legea drepturilor civile, Johnson s-a îndepărtat decisiv de aceștia, refuzând să o promulge la 27 martie. Mesajul său de veto obiecta împotriva măsurii deoarece ea acorda cetățenie sclavilor eliberați într-un moment când unsprezece din cele treizeci și șase de state nu erau reprezentate și încerca să impună prin lege federală „o egalitate perfectă între rasele albă și neagră în toate statele Uniunii”. Johnson a spus că aceasta reprezintă un amestec al autorității federale în drepturile statelor, ceea ce nu era costituțional și era contrar tuturor precedentelor. Era o „încercare de centralizare și de concentrare a întregii puteri legislative la nivelul guvernului național.”

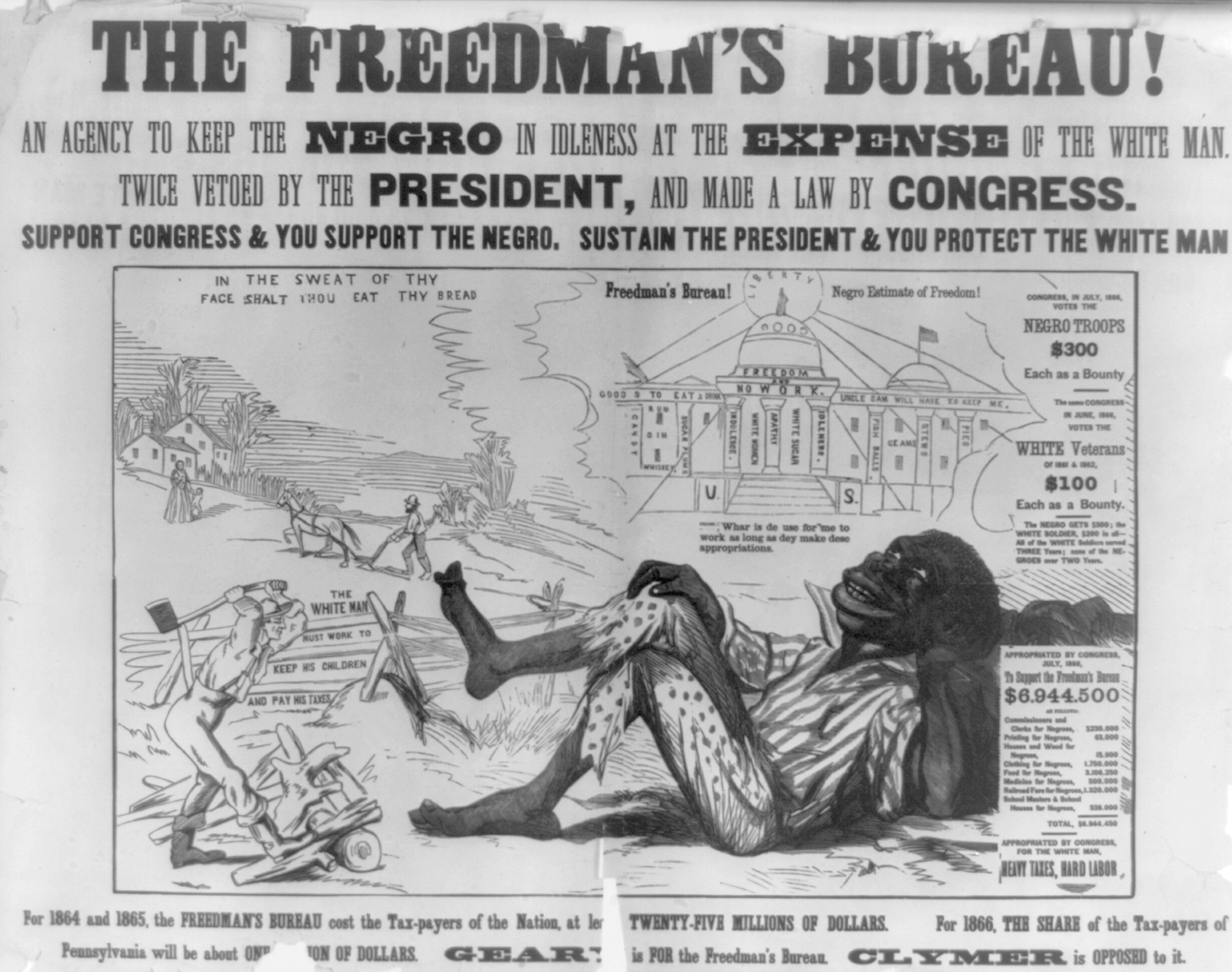
Dezbaterea privind Reconstrucția și Biroul pentru Eliberați a atins scara națională. Acest afiș electoral din 1866 din Pennsylvania sugerează că banii Biroului pentru Eliberați sunt cheltuiți pe negri leneși pe cheltuiala muncitorilor albi.

Partidul Democrat, proclamându-se partid al albilor din nord și din sud, l-a susținut pe Johnson. Totuși, Congresul putea vota în proporție de două treimi pentru a forța președintele să promulge o lege, iar republicanii au strâns această majoritate (în Senat—la limită—33:15, și în Camera Reprezentanților cu 122:41) iar legea drepturilor civile a devenit oficială. Congresul a trecut și legea Biroului pentru Eliberați cu aceeași majoritate, peste vetoul lui Johnson.
Ultima propunere a moderaților a fost Amendamentul al 14-lea, al cărui principal autor a fost reprezentantul John Bingham⁠(d). Acesta a fost gândit pentru a introduce în Constituție specificațiile cele mai importante ale legii drepturilor civile, dar a mers mult mai departe decât atât. A extins cetățenia la toate persoanele născute în Statele Unite (cu excepția vizitatorilor și a indienilor din rezervații), a penalizat statele care nu acordau sclavilor eliberați dreptul la vot, și mai ales, a înființat noi drepturi civile federale care puteau fi apărate în instanțe federale. A garantat plata datoriei de război federale (și a promis că plata datoriei de război confederate nu va fi efectuată niciodată). Johnson și-a folosit influența pentru a bloca amendamentul în state, deoarece era necesar ca trei sferturi din state să-l adopte pentru a fi ratificat. (Amendamentul a fost totuși ratificat în cele din urmă.) Efortul moderaților de a ajunge la un compromis cu Johnson a eșuat, și a izbucnit o luptă politică între republicani (radicali și moderați) pe de o parte, și Johnson și aliații săi din Partidul Democrat din Nord, și din grupările conservatoare (cu diverse nume) din statele sudice, pe de altă parte.

## Congresul impune Reconstrucția radicală: 1866–73
Republicanii din Congres au preluat controlul politicilor de Reconstrucție după alegerile din 1866. Johnson a încurajat fățiș statele din Sud să refuze ratificarea Amendamentului al 14-lea. (toate fostele state confederate cu excepția Tennessee, și statele de graniță Delaware, Maryland and Kentucky s-au conformat.) Thaddeus Stevens și Charles Sumner, împreună cu gruparea republicană autointitulată radicalii au fost în fruntea eforturilor de a acorda negrilor dreptul de vot. Ei au fost în general în control, deși a trebuit să ajungă la compromis cu republicanii moderați. (democrații din Congres nu aveau aproape nicio putere.) Istoricii au denumit această perioadă Reconstrucția radicală.
Lideri albi din Sud, care au recâștigat puterea imediat după război și înainte de acordarea dreptului la vot negrilor, au renunțat la secesiune și au acceptat abolirea sclaviei, dar nu au renunțat la supremația albilor. Cei care deținuseră puterea s-au înfuriat când s-au ținut noi alegeri în 1867. Noii congressmeni republicani au fost aleși de o coaliție de unioniști albi, sclavi eliberați și nordiști stabiliți în Sud. Unii lideri din Sud au încercat să se adapteze la noua situație.

### Amendamentele constituționale
Au fost adoptate trei noi amendamente constituționale. Amendmentul al 13-lea a abolit sclavia și a fost ratificat în 1865. Amendamentul al 14-lea a fost respins în 1866 dar a fost ratificat în 1868, și a garantat cetățenie tuturor persoanelor născute sau naturalizate în Statele Unite, cu excepția indienilor si femeilor, acordându-le drepturi civile federale. Amendamentul al 15-lea a fost adoptat în 1870, și specifica faptul că dreptul de vot nu putea fi refuzat nimănui pe criterii de rasă, culoare sau starea anterioară de sclavie. Amendamentul nu declara că dreptul la vot este un drept necondiționat și a interzis doar acele tipuri de discriminare, politicile electorale specifice urmând să fie elaborate la nivelul fiecărui stat.

### Statute
Congresul a clarificat modul de aplicare a principiului de habeas corpus prin aceea că a permis instanțelor federale să anuleze condamnările și sentințele ilegale ale instanțelor statele, în 1867 (28 U.S.C. § 2254).

### Reconstrucția militară
Cu radicalii majoritari în Congres, acesta a adoptat Legea Reconstrucției în 1867. Prima Lege a Reconstrucției a plasat zece state confederate sub control militar, grupându-le în cinci districte militare:
- Primul District Militar: Virginia, administrat de generalul John Schofield⁠(d)
- Al Doilea District Militar: Carolinele, administrat de generalul Daniel Edgar Sickles⁠(d)
- Al Treilea District Militar: Georgia, Alabama și Florida, administrat de generalul John Pope⁠(d)
- Al Patrulea District Militar: Arkansas și Mississippi, administrat de generalul Edward Ord⁠(d)
- Al Cincilea District Militar: Texas și Louisiana, administrat de generalii Philip Sheridan și Winfield Scott Hancock⁠(d)

Tennessee nu a făcut parte din niciun district militar, fiind deja readmis în Uniune.
Cele zece guverne statale din Sud au fost reconstituite sub controlul direct al Armatei Statelor Unite. Unul din scopurile principale era recunoașterea și protecția dreptului de vot al afroamericanilor. Nu au apărut lupte, ci doar s-a instituit legea marțială prin care armata a supervizat guvernul local și alegerile, încercând să protejeze aleșii și sclavii eliberați de violențe. Negrii au fost înscriși ca alegători; foștilor lideri confederați li s-a interzis candidatura pentru o perioadă limitată. Niciun stat nu a fost complet reprezentativ. Randolph Campbell descrie ce s-a întâmplat în Texas:
Primul pas critic … l-a reprezentat înregistrarea alegătorilor conform îndrumărilor trasate de Congres și interpretate de generalii Sheridan și Griffin. Legea reconstrucției a cerut înregistrarea tuturor bărbaților adulți, albi și negri, cu excepția celor care își încălcaseră jurământul de a apăra Constituția Statelor Unite prin rebeliune.… Sheridan a interpretat aceste restricții la modul dur, interzicând înregistrarea nu doar a tuturor oficialilor dinainte de 1861 din guvernele locale și care susținuseră Confederația, ci și a persoanelor din administrația locală și a funcționarilor mărunți, cum ar fi clopotarii din cimitire. În mai, Griffin … a numit câte un consiliu al înregistrării format din trei oameni pentru fiecare district, alegând membrii acestora în urma consultărilor cu loialiști și cu agenții Biroului pentru Eliberați. În fiecare district, pe cât posibil, un fost sclav era membru al acestor consilii.… La final, s-au înregistrat aproximativ 59.633 albi și 49.479 negri. Este imposibil de spus câți albi au fost respinși sau refuzați la înregistrare (se estimează că ar fi fost între 7.500 și 12.000), dar negrii, care reprezentau aproximativ 30% din populație, erau suprareprezentați, fiind 45% din numărul total de alegători.
Toate statele din Sud au fost readmise în Congres până la finele lui 1870, ultimul fiind Georgia. Doar 500 de lideri confederați nu au fost grațiați în urma semnării de președintele Grant a Legii Amnistiei din 1872.

### Aleși afroamericani
Republicanii au numit toți guvernatorii statelor din Sud și au preluat controlul legislativelor acestora, ceea ce a condus la alegerea a numeroși afroamericani în funcții la nivel de stat și la nivel federal, precum și preluarea de către afroamericani și a altor posturi. Aproximativ 137 de oficiali negri trăiseră în afara statelor din Sud înainte de războiul civil. Unii fugiseră din sclavie în Nord și s-au întors pentru a contribui la progresul Sudului în perioada de după război. Mulți dintre ei au primit educație și au ocupat poziții de conducere acolo unde au ajuns. Alți afroamericani aleși erau lideri ai comunităților lor, și printre ei se numărau și câțiva predicatori. Ca și în cazul comunităților albilor, nu toate pozițiile de putere depindeau de avere și gradul de educație.
| Rasa delegaților de la convențiile constituționale din 1867 |      |       |          |                            |
| Stat                                                        | Albi | Negri | Albi (%) | Populația albă (% în 1870) |
| Virginia                                                    | 80   | 25    | 76%      | 58                         |
| Carolina de Nord                                            | 107  | 13    | 89%      | 63                         |
| Carolina de Sud                                             | 48   | 76    | 39%      | 41                         |
| Georgia                                                     | 133  | 33    | 80%      | 54                         |
| Florida                                                     | 28   | 18    | 61%      | 51                         |
| Alabama                                                     | 92   | 16    | 85%      | 52                         |
| Mississippi                                                 | 68   | 17    | 80%      | 46                         |
| Louisiana                                                   | 25   | 44    | 36%      | 50                         |
| Texas                                                       | 81   | 9     | 90%      | 69                         |

Puțini afroamericani au fost aleși sau numiți în funcții la nivel național. Alegătorii afroamericani au votat candidați atât albi cât și negri. Amendamentul al 15-lea garanta dreptul de vot, dar nu și că votul avea să fie numărat sau că colegiile vor fi trasate egal. Ca rezultat, chiar și statele cu populație majoritar afroamericană aveau adesea doar unul sau doi reprezentanți afroamericani în Congres, cu excepția Carolinei de Sud. La sfârșitul Reconstrucției, patru din cei cinci congressmani sud-carolinezi erau afroamericani.
| Afroamericani aleși între 1870-1876 |                          |                   |                       |
| Stat                                | În legislativul statului | Senatori federali | Congressmani federali |
| Alabama                             | 69                       | 0                 | 4                     |
| Arkansas                            | 8                        | 0                 | 0                     |
| Florida                             | 30                       | 0                 | 1                     |
| Georgia                             | 41                       | 0                 | 1                     |
| Louisiana                           | 87                       | 0                 | 1*⁠(d)                 |
| Mississippi                         | 112                      | 2                 | 1                     |
| Carolina de Nord                    | 30                       | 0                 | 1                     |
| Carolina de Sud                     | 190                      | 0                 | 6                     |
| Tennessee                           | 1                        | 0                 | 0                     |
| Texas                               | 19                       | 0                 | 0                     |
| Virginia                            | 46                       | 0                 | 0                     |
| Total                               | 633                      | 2                 | 15                    |
|                                     |                          |                   |                       |

### Școlile publice
W. E. B. Du Bois⁠(d) a fost unul dintre primii istorici care au ilustrat profundul angajament al sclavilor eliberați pentru educație și au demonstrat că afroamericanii au jucat un rol critic în transformarea învățământului public universal într-o componentă fundamentală a constituțiilor statelor din Sud în perioada Reconstrucției Congresului. 
Mulți sclavi își asumaseră riscuri pentru a învăța să citească în ciuda legilor care le interziceau acest lucru; afroamericanii au înființat școli ale lor înainte de terminarea războiului; școlile sabatice erau și ele un mijloc pe care foștii sclavi și l-au creat pentru a învăța să citească. Când au primit dreptul de vot, politicienii negri au transpus acest angajament în constituțiile statelor.
Afroamericanii și republicanii albi și-au dat mâna pentru a construi un sistem educațional la nivel de stat. Ei au înființat un sistem de școli publice, separate după rasă în toate statele în afară de New Orleans. În general, s-au înființat școli primare și câteva gimnazii în orașele din Sud, puține la număr.
În zonele rurale, cursurile școlilor publice se țineau într-o singură încăpere, și erau frecventate de aproximativ jumătate dintre copiii mai mici. Profesorii erau slab remunerați, iar salariul le venea adesea cu întârziere. Conservatorii au susținut că școlile rurale sunt prea costisitoare și inutile pentru o regiune în care marea majoritate a oamenilor erau agricultori care creșteau bumbac sau tutun. Un istoric a descoperit că școlile erau mai puțin eficiente decât ar fi putut fi din cauză că „sărăcia, inacapacitatea statelor de a colecta taxele, și ineficiența și corupția în multe locuri a împiedicat funcționarea cu succes a școlilor."

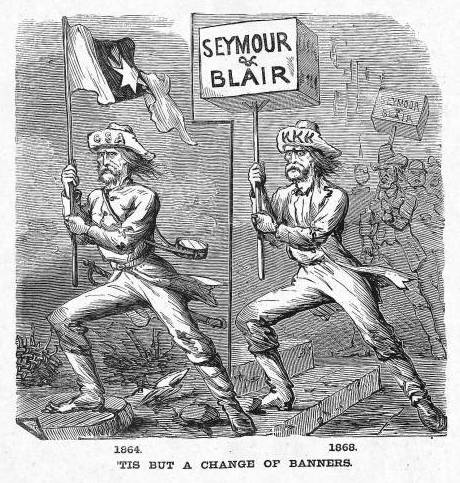
Caricatură republicană din 1868 care identifică pe candidatul democrat cu violența KKK (dreapta) și cu armata confederată (stânga)

Numeroase academii și colegii private pentru foștii sclavi au fost înființate de misionari din Nord. Toate statele au înființat colegii de stat pentru foștii sclavi, cum ar fi Universitatea de Stat Alcorn din Mississippi. Colegiile de stat au format generații de profesori care au jucat un rol critic în educația copiilor afroamericani.
În 1890, colegiile de stat pentru negri au început să primească fonduri federale. Ele au primit subvenții de la stat după sfârșitul Reconstrucției deoarece, după cum explică Lynch, „existau mulți democrați drepți, liberali și influenți în instituțiile statului, și aceștia erau pentru furnizarea de către stat a unei educații liberale pentru ambele rase.”

### Subvenționarea căilor ferate și despăgubirile
Toate statele din Sud au subvenționat căile ferate, despre care se credea că ar putea scoate Sudul din izolare și sărăcie. Milioane de dolari în bonuri și subvenții au fost deturnate fraudulos. Un cartel din Carolina de Nord a cheltuit 200.000 de dolari mituind parlamentari și obținând milioane de dolari din banii de subvenții pentru căile ferate. În loc de a construi căi ferate, aceștia au folosit banii pentru a face speculații cu titluri de stat, pentru a răsplăti prieteni, și pentru a face călătorii în Europa. Impozitele s-au mărit de patru ori în Sud pentru a răscumpăra titlurile de stat și pentru a nu reduce finanțele școlilor. Mulți plătitori de taxe au fost nemulțumiți, deoarece impozitele fuseseră înainte foarte scăzute, pe vremea când nu se efectuau cheltuieli publice pentru infrastructură sau educație. În Sud, impozitele fuseseră mult mai mici decât în Nord, ceea ce reflecta lipsa investițiilor publice. Totuși, s-au construit sute de mii de kilometri de linii ferate și sistemul feroviar din Sud s-a extins de la 17.700 km în 1870 la 46.700 km în 1890. Liniile se aflau în mare parte în proprietatea nordicilor, care le și administrau. Ele au ajutat la crearea unui grup de muncitori calificați în domeniile necesare căii ferate și a scos din izolare mare parte din regiune. Totuși, pasagerii transportați erau puțini la număr, și, în afară de transportul bumbacului în perioada recoltării, la început transportul de marfă era și el restrâns. După cum explică și Franklin, „numeroase căi ferate au contribuit la pierderile din finanțele publice prin mituirea parlamentarilor...și prin utilizarea frauduloasă a fondurilor de stat.” Conform unui om de afaceri, efectul a fost „decapitalizarea Statului, paralizarea industriei, și demoralizarea forței de muncă.”

### Politica fiscală în timpul Reconstrucției
Reconstrucția a schimbat politicile fiscale din Sud. Încă de la începutul Statelor Unite și până astăzi, o sursă majoră de venit a statului a reprezentat-o impozitul pe proprietăți. În Sud, proprietarii înstăriți de pământuri aveau dreptul să își evelueze singuri pământul, stabilindu-și astfel singuri taxele. Aproape toate proprietățile erau astfel subevaluate și impozitele dinainte de război erau aproape nule. Înainte de război statele din Sud nu investeau în educație și nu dezvoltau și nu întrețineau infrastructura. Veniturile statului proveneau din taxe de la licitațiile de sclavi.  Unele state evaluau proprietățile printr-o combinație de valoare a bunului imobiliar și o taxă pentru fiecare muncitor angajat. Aceasta era adesea evaluată în așa fel încât să descurajeze o piață liberă a forței de muncă, un sclav fiind evaluat la 75 de cenți, iar un muncitor alb salariat la peste un dolar, și un afroamerican salariat la cel puțin 3 dolari. O parte din venit provenea din taxele pe vot, care era cenzitar. Oamenii săraci nu-și permiteau aceste taxe, și astfel nu puteau vota.
În timpul Reconstrucției, noile cheltuieli bugetare pe școli și infrastructură, combinate cu deturnările de fonduri și prăbușirea creditelor de stat din cauza deficitului uriaș, au forțat statele să crească drastic impozitele pe terenuri. În unele locuri, ratele impozitelor au crescut chiar și de zece ori—în pofida sărăciei regiunii. Infrastructura din mare parte din Sud—drumuri, poduri, căi ferate—și așa insuficientă—fusese distrusă de război. Parțial, noul sistem fiscal a fost gândit pentru a obliga proprietarii de terenuri mari și care nu cultivau decât o mică parte din acestea fie să-l vândă, fie să le fie confiscat pentru neplata impozitelor. Impozitele urmau să servească drept sistem de redistribuire a marilor proprietăți funciare spre albii săracii și sclavii eliberați.
În tabelul de mai jos sunt prezentate cotele de impozitare pentru statele Carolina de Sud și Mississippi. Se observă că multe evaluări locale și la nivel de district s-au dublat. Aceste taxe se bazau tot pe mărturia proprietarilor, sistem ce a rămas în uz chiar și în secolul al XX-lea.
| Impozite pe proprietate în timpul Reconstrucției (milioane de dolari) | | |
| An                                                                    | Carolina de Sud                                                                                          | Mississippi |
| 1869                                                                  | 5 (0.5 %)                                                                                                | 1 (0.1 %) (cea mai mică rată dintre 1822 și 1898)                                                                                          |
| 1870                                                                  | 9 | 5 |
| 1871                                                                  | 7 | 4 |
| 1872                                                                  | 12 | 8.5 |
| 1873                                                                  | 12 | 12.5 |
| 1874                                                                  | 10.3-8                                                                                                   | 14 (1.4%) (cea mai mare rată dintre 1822 și 1898)                                                                                          |
| 1875                                                                  | 11 | |
| 1876                                                                  | 7 | |
| Surse                                                                 | J. S. Reynolds, Reconstruction in South Carolina, 1865-1877, (Columbia, SC: The State Co., 1905) p. 329. | J. H. Hollander,Studies in State Taxation with Particular Reference to the Southern States, (Baltimore: Johns Hopkins Press, 1900) p. 192. |

Acum că trebuia să plătească impozite pe proprietăți, marii proprietari s-au revoltat, iar conservatorii și-au centrat atenția pe impozite. Fostul congressman John Lynch, un lider republican al negrilor din Mississippi, a concluzionat: „argumentul plătitorilor de taxe, însă era plauzibil și se poate admite că, per total, aveau oarecum dreptate; fără îndoială că ar fi fost mult mai ușor pentru ei să se mărească, momentan, datoria publică, cu dobândă, a statului, decât impozitele. Dar s-a ales să se mărească acestea din urmă și aceasta nu se mai putea schimba.”

### Vederile conservatorilor din Sud
Albii din Sud care au pierdut puterea s-au reformat și au format partide conservatoare care au intrat în conflicte cu republicani în tot Sudul. Numele acestor partide erau diverse, dar până spre sfârșitul anilor 1870, ei se autointitulau „Democrați”. Istoricul Walter Lynwood Fleming⁠(d) descrie escaladarea revoltei albilor din Sud: „trupele de negri, chiar și cele mai bune, erau considerate peste tot o jignire la adresa localnicilor albi... Soldatul negru, mândru de libertatea nou-obținută, de uniformă, și de armă, era mai mult decât puteau să suporte sudiștii, iar conflictele rasiale erau frecvente.” 
Deși atât proprietarii înstăriți de terenuri cât și țăranii de rând din Sud se opuneau acordării dreptului la vot negrilor, poziția lor era motivată diferit. Țăranii de rând erau acum în concurență economică cu negrii eliberați și căutau să-i țină la un nivel inferior lor. Pe de altă parte, proprietarii de terenuri se opuneau deoarece, în condițiile votului universal, orice clasă muncitoare ar putea ataca proprietățile care reprezentau sursa bogăției acestei clase. Acești conservatori credeau că interesele lor erau acum în pericol fiindcă negrii ar fi votat pentru o creștere semnificativă a impozitelor. În fața acestor tae, proprietarii de pământuri au considerat că, aliindu-se cu negrii, ar putea elimina taxele. Democrați iau nominalizat negri pentru funcții politice și au încercat să recruteze republicani negri. Dar când aceste tentative de colabrare cu negrii au eșuat, ei s-au alăturat țăranilor de rând în încercarea de a înlătura guvernele republicane.”
Interpretarea lui Fleming este un exemplu tipic de interpretare conservatoare a Reconstrucției. În lucrarea sa, el a apărat unele din rolurile Ku Klux Kan, și a denunțat doar violența acestei organizații; Fleming a acceptat că este necesară restrângerea drepturilor afroamericanilor, deoarece credea că voturile lor sunt vândute și cumpărate. Fleming a descris primele rezultate ale mișcării ca fiind „bune” și pe cele ulterioare ca fiind „și bune și rele”. Conform Fleming (1907), KKK „i-a liniștit pe negri, a adus siguranța vieții și a proprietății, a protejat femeile, a oprit arderile, a forțat liderii radicali să fie mai moderați, i-a făcut pe negri să muncească mai bine, i-a izgonit pe cei mai răi radicali din țară și i-a pus pe albi pe calea spre câștigarea supremației politice”. Rezultatele negative, după cum spunea Fleming, au fost elementele nelegiuite care „s-au folosit de organizație ca mantie de protecție pentru faptele lor rele... linșajele din ziua de astăzi [1907] sunt cauzate mai ales de condiții sociale și legale rezultate din Reconstrucție.”
Ellis Paxson Oberholtzer⁠(d) (un istoric din Nord) a explicat în 1917:
Nemulțumiri privind foștii sclavi din Sud erau numeroase. Ei au suferit mult. Dar și albii au căzut victime unor fărădelegi și violențe și în toate părțile Nordului, dar și în statele foste «rebele». Nicio campanie politică nu trecea fără focuri de armă, fără capete sparte cu pietre și bâte, fără incendierea caselor de întruniri ale rivalilor. Cluburile republicane mărșăluiau pe străzile orașului Philadelphia, printre focuri de revolver și pietre aruncate, pentru a salva negrii de sălbaticii rebeli din Alabama... Proiectul de a-i transforma pe negri în alegători nu era atât pentru înălțarea lor socială ât pentru a pedepsi mai mult pe albii din Sud—pentru capturarea posturilor pentru radicali și pentru întărirea pozițiilor de putere ale radicalilor în Sud și în toată țara.”
Printre reacțiile conservatorilor s-au numărat înființarea de societăți secrete violente, de exemplu Ku Klux Klan. Actele de violență aveau loc în orașe și în zonele rurale între foștii confederați, republicani, afroamericani, representanți ai guvernului federal, și Ligile Loiale înarmate ale republicanilor. Victimele erau mai ales afroamericani, deși și albii erau deseori ținte.

## Revenirea: 1873-1877

### Dezbinarea republicanilor: alegerile din 1872
Încă din 1868, judecătorul principal al Curții Supreme, Salmon P. Chase, un important radical în timpul războiului, a concluzionat că:
„Congresul avea dreptate în a nu limita, prin legile reconstrucției, dreptul la vot doar la albi; dar a greșit în a exclude de la vot anumite categorii de cetățeni și pe cei care nu puteau depune jurământul retrospectiv, și a greșit și înființând guvernele militare despotice și autorizând comisiile militare să judece civili pe timp de pace. Guvernele militare trebuia să fie cât mai puține posibile; nu trebuia să existe comisii militare; nicio categorie de cetățeni nu trebuia exclusă de la vot; și nu trebuia să se impună niciun jurământ altul decât cel de supunere și suport pentru Constituție și legi, și de sincer atașament față de guvernul constituțional al Statelor Unite.”
Până în 1872, Președintele Grant își înstrăinase numeroși republicani de marcă, inclusiv mulți radicali, prin corupția la nivel guvernamental și prin utilizarea armatei federale în susținerea guvernelor republicane din Sud. Printre adversarii săi, grupați în Partidul Liberal Republican, se numărau fondatori ai Partidului Republican care își exprimaseră dezamăgirea pentru corupția răspândită printre membrii partidului. Ei erau obosiți de violența continuă a albilor împotriva negrilor din Sud, mai ales în preajma alegerilor, ceea ce arăta fragilitatea schimbărilor produse după război. Printre liderii opoziției se numărau editori ai unora din cele mai puternice ziare din țară. Charles Sumner a intrat și el în noul partid. Liberal-republicanii, împreună cu dezorganizatul Partid Democrat l-au nominalizat pentru cursa prezidențială pe Horace Greeley.
Grant a compensat plecările din partid recrutând veterani unioniști, și atrăgându-și susținerea facțiunii „Stalwart” partidului său, și partidelor republicane din Sud. Grant a câștigat lejer alegerile, iar Partidul Liberal Republican s-a destrămat și numeroși foști susținători ai săi—chiar și foști aboliționiști—au abandonat cauza Reconstrucției.

### Fragmentarea coaliției republicane din Sud
În Sud, se acumulau tensiuni politic-rasiale în sânul Partidului Republican. În 1868, democrații din Georgia, cu ajutorul unora dintre republicani, i-au exclus pe toți cei 28 de membri negri ai Partidului Republican (spunând că negrii aveau dreptul la vot, dar nu și cel de a fi ales). În câteva state conservatorii scalawags s-au luptat pentru putere cu radicalii carpetbaggers, pierzând de cele mai multe ori. Astfel, în Mississippi, facțiunea conservatoare a lui James L. Alcorn⁠(d) a fost înfrântă decisiv de facțiunea radicală a lui Adelbert Ames. Partidul a pierdut constant susținere, mulți dintre scalawags părăsindu-l; s-au recrutat foarte puțini noi membri. Între timp, sclavii eliberați cereau să aibă pondere mai mare în structurile guvernamentale, presându-i pe aliații lor carpetbaggers. În cele din urmă, unii dintre negrii mai prosperi au aderat la Partidul Democrat, dezamăgiți de eșecul republicanilor de a-i ajuta să ia pământ în proprietate.
Deși unii istorici, ca W. E. B. Du Bois⁠(d), au căutat și au lăudat coalițiile interrasiale de negri și albi săraci, asemenea coaliții s-au format rareori în acești ani. Cu probleme agricole pe termen lung, a existat ulterior o alianță între populiști și republicani, coaliție ce a ieșit câștigătoare în mai multe state, mai ales în 1894. Democrații albi au reacționat ridicând bariere constituționale împotriva înregistrării alegătorilor și a dreptului la vot pentru negri și pentru albii.
Scriind în 1915 și demonstrând părerile contemporane privind Reconstrucția, congessmanul Lynch a explicat: 
„În vreme ce persoanele de culoare nu priveau favorabil o alianță politică cu albii săraci, trebuie admis că, cu puține excepții, acea categorie de albi nu a căutat, și nu a părut să dorească o asemenea alianță.”
Lynch a explicat că albilor săraci nu le convenea concurența sclavilor eliberați pe piața muncii.
„Cu câteva excepții, [albii săraci] erau mai ineficienți, mai puțin capabili, și știau mai puține despre problemele de stat și de administrație guvernamentală decât mulți dintre foștii sclavi.… De regulă, astfel, albii care ajungeau la conducerea Partidului Republican între 1872 și 1875 erau reprezentanții celor mai mari familii.”
Astfel, democrații i-au încurajat pe albii săraci să se alieze cu ei pe criterii rasiale și aceștia au devenit adversari ai republicanilor negri. Democrații de la vârf au subminat orice coaliție care să le amenințe puterea, adoptând legi și constituții noi în perioada 1890-1908, prin care i-au privat pe majoritatea negrilor și albilor săraci de dreptul la vot.

### „Noul Început” al Democraților

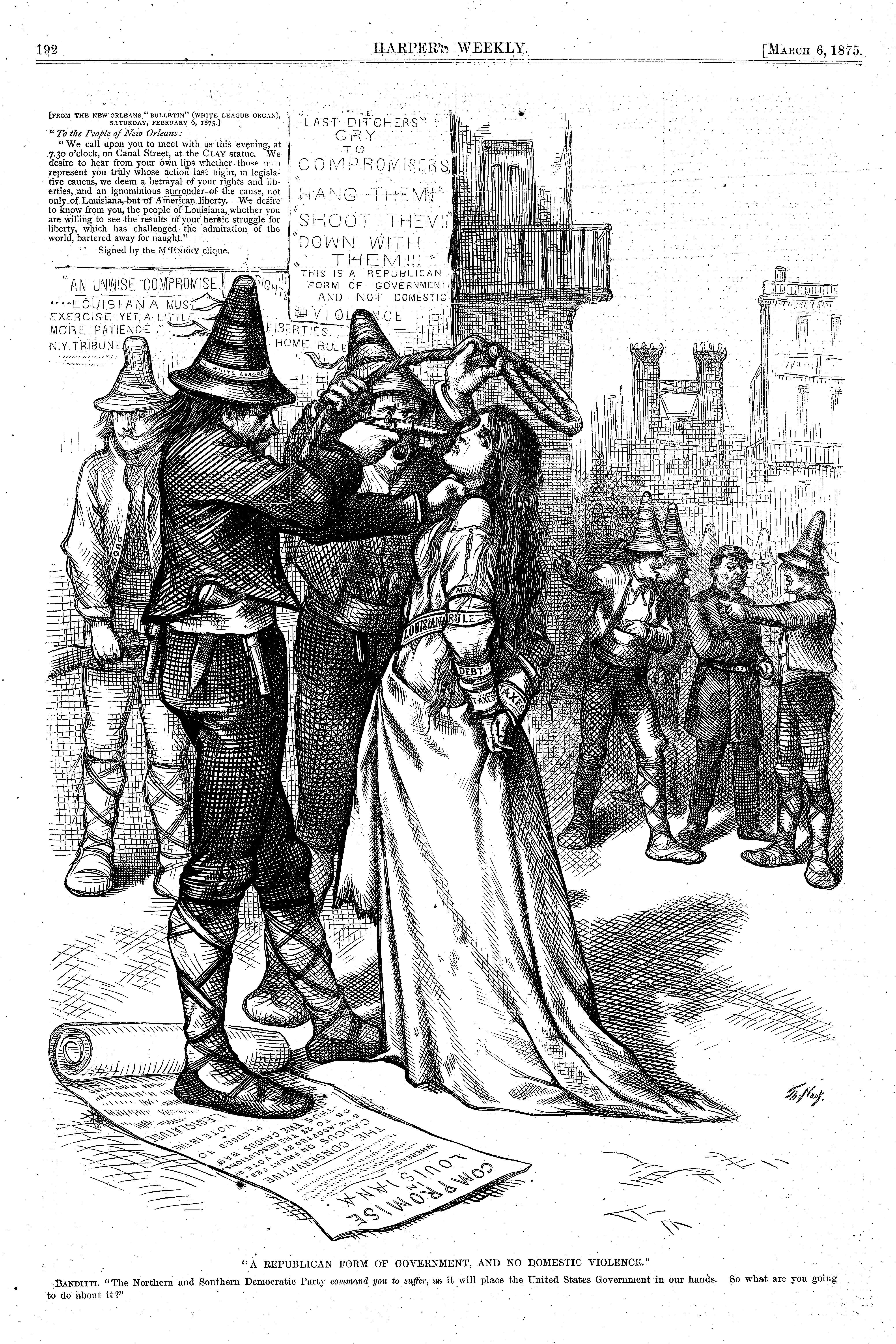
A Republican Form of Government and No Domestic Violence
de Thomas Nast
Caricatură poliitcă despre Compromisul din Louisiana
publicat în
6 martie 1875

Până la 1870, liderii democrat-conservatori din tot Sudul au hotărât să înceteze opoziția față de Reconstrucție și față de dreptul de vot al negrilor pentru a supraviețui și a trece la alte probleme. Administrația Grant demonstrase, prin atitudinea fermă împotriva Ku Klux Klan că va folosi mijloacele disponibile guvernului federal în măsura necesară pentru a suprima orice violențe împotriva negrilor. Democrații din Nord au fost de acord. Ei doreau să lupte împotriva Partidului Republican pe criterii economice, și nu rasiale. Noul Început le-a oferit șansa de a porni de la zero, fără a trebui să ducă din nou luptele războiului civil la fiecare scrutin. Mai mult, numeroși proprietari înstăriți de terenuri credeau că se pot folosi spre avantajul lor de o parte din nou-înființatul electorat de culoare.
Nu toți democrații au fost de acord; un element insurgent a continuat să opună rezistență Reconstrucției indiferent de consecințe. În cele din urmă, un grup intitulat „Redeemers”  preluat controlul partidului la nivel de state. Ei au format coaliții cu unii republicani conservatori, inclusiv scalawags și carpetbaggers, punând accent pe necesitatea modernizării economiei. Construcția de căi ferate era văzută ca un panaceu deoarece era nevoie de capital din Nord. Noua tactică a reprezentat un succes în Virginia, unde William Mahone⁠(d) a construit o coaliție câștigătoare. În Tennessee, Redeemers s-au coalizat cu guvernatorul republican DeWitt Senter. În tot Sudul, unii democrați din Sud au renunțat la a mai discuta chestiuni rasiale, trecând la impozitare și corupție, acuzând guvernele republicane de corupție și ineficiență. Cu o continuă creștere a prețului bumbacului, impozitele îi afectau grav pe țăranii săraci care rareori strângeau $20 în lichidități într-un an, dar care trebuia să plătească impozite în lichidități pentru a-și păstra fermele.
În Carolina de Nord, guvernatorul republican William Woods Holden⁠(d) a folosit trupe ale statului împotriva Klanului, dar cei arestați au fost eliberați de judecătorii federali. Holden a devenit primul guvernator din istoria Statelor Unite care a fost pus sub acuzare și demis. Disputele politice republicane din Georgia au rupt partidul, și au permis grupării democrate Redeemers preluarea puterii.
În Sudul extrem, violențele au continuat și au apărut noi grupări insurgente. La disputatele alegeri din Louisiana din 1872 atât candidații republicani, cât și cei democrați sărbătoreau victoria în vreme ce se numărau voturile. Cu suport federal, a fost certificat ca guvernator candidatul republican dar în martie 1873, democratul McEnery și-a adus milițiile sale în New Orleans, capitala statului.
Rezultatele alegerilor locale erau certificate de fiecare candidat. În parohia rurală Grant din Valea Red River, sclavii eliberați, de teama unei tentative a democraților de a prelua puterea au reîntărit apărarea tribunalului Colfax de la sfârșitul lui martie. Miliții albe din toată regiunea s-au adunat lângă sat. William Ward, un veteran de război afroamerican, care a luptat în armata Uniunii, căpitan de miliție, și-a adus trupele în Colfax⁠(d) și a mers la tribunal. În Duminica Paștelui, la 13 aprilie 1873, albii i-au atacat pe apărătorii tribunalului. Nu s-a înțeles cine l-a împușcat pe unul dintre liderii albilor după o ofertă a apărătorilor de a se preda. De acolo, violențele s-au escaladat. Până la sfârșit, au murit trei albi și 120–150 de negri, 50 fiind luați prizonieri. Numărul disproporționat de negri morți și imaginile cadavrelor brutalizate i-au determinat pe istoricii contemporani să numească evenimentul Masacrul de la Colfax.
Acesta a fost începutul escaladării insurgenței și al atacurilor la adresa aleșilor republicani și a negrilor din Louisiana și din alte state din Sudul Îndepărtat. În Louisiana, judecătorul T.S. Crawford și procurorul P.H. Harris din Districtul Judiciar nr. 12 au fost împușcați de pe cal într-o ambuscadă la 8 octombrie 1873 în timp ce mergeau spre tribunal. Una din văduve a scris Departamentului de Justiție că soțul ei a fost ucis deoarece fusese unionist și din cauza „...eforturilor depuse pentru a-i descoperi pe cei ce au comis o crimă..." {US Senate Journal 13 ianuarie 1875, pp. 106-107}. 
În Nord, alegerile erau ca un concurs sportiv, datorită atitudinii pașnice a concurenților. Dar în Sudul Îndepărtat, mulți cetățeni albi nu s-au împăcat cu înfrângerea din război și cu acordarea cetățeniei negrilor. Cum explica un Scalawag din Alabama, „Lupta noastră aici este pentru viață, pentru dreptul de a ne câștiga pâinea...pentru respect și pentru un tratament decent ca ființe umane și membri ai societății."

### Panica din 1873 slăbește Partidul Republican
Panica din 1873 a lovit puternic economia Sudului și i-a deziluzionat pe mulți republicani care se bazaseră pe faptul că dezvoltarea căilor ferate va scoate Sudul din sărăcie. Prețul bumbacului s-a înjumătățit; mulți dintre micii fermieri, negustorii locali și vânzătorii de bumbac au dat faliment. Închirierea pământului cu plata într-un procent din recoltă a devenit, atât pentru albi cât și pentru negri, un mijloc de a împărți riscul deținerii de pământ. Vechiul element aboliționist din Nord se învechea, și s-a pierdut din interesul acordat acestui subiect. Mulți dintre carpetbaggers s-au întors în Nord sau s-au alăturat grupărilor Redeemers. Vocea negrilor s-a auzit mai puternic în Partidul Republican, dar acesta a rămas divizat în Sud în urma conflictelor interne și și-a pierdut rapid coeziunea. Mulți lideri negri locali au început să pună accent pe progresul economic individual în cooperare cu elitele albilor, renunțând la luptele politice pe motive rasiale împotriva acestora, atitudine ce a prevăzut politica lui Booker T. Washington.
La nivel național, Președintele Grant a fost cel acuzat pentru criza economică; Partidul Republican a pierdut 96 de locuri în Congres în multe zone ale țării, la alegerile din 1874. Democrații „Bourbon” au preluat controlul Camerei Reprezentanților și erau încrezători că Samuel J. Tilden va deveni președinte în 1876. Președintele Grant nu mai candida și părea să-și fi pierdut interesul față de Sud. Alegerile la nivel de stat au fost câștigate de Redeemers, doar patru revenind republicanilor în 1873, Arkansas, Louisiana, Mississippi și Carolina de Sud; Arkansas a căzut și el în mâinile democraților după războiul Brooks-Baxter din 1874.

### Grupări paramilitare aliate cu Partidul Democrat
Violențele politice au pornit din Louisiana, dar în 1874 milițiile albilor s-au reorganizat în structuri paramilitare cum ar fi White League⁠(d), la început în Valea Red River. Aceasta a fost o organizație nouă care a operat în mod deschis în sensul unor scopuri politice: răsturnarea violentă a guvernelor republicane și suprimarea dreptului la vot al negrilor. Filiale ale White League au apărut în curând în multe regiuni rurale, fiind finanțate de oameni înstăriți și dotându-se cu arme sofisticate. White League a asasinat șase oficiali republicani albi și între cinci și douăzeci de martori negri lângă Coushatta⁠(d) în 1874. Patru dintre albi erau rude ale reprezentantului republican.
Ulterior, tot în 1874, White League a întreprins o tentativă serioasă de înlăturare forțată a guvernatorului republican al Louisianei, într-o dispută ce dura de la alegerea sa în 1872. 5000 de oameni au fost aduși în New Orleans pentru a lupta cu forțele Poliției Metropolitane și a milițiilor statului într-un efort de a-l înlocui pe guvernatorul republican William Kellogg cu McEnery. White League a preluat sediul guvernatorului și primăria, dar s-au retras înainte de sosirea forțelor federale. Kellogg ceruse întăriri din timp, iar Grant a trimis trupe adiționale pentru a liniști frământările în regiunea agricolă a Văii Red River, deși 2.000 de soldați erau deja pe teritoriul statului.
Similar, Redshirt⁠(d) (Cămășile roșii), o altă grupare paramilitară, a apărut în 1875 în Mississippi și în Caroline. Ca și White League și cluburile White Liner, aceste grupări au operat ca „ramură militară a Partidului Democrat”, pentru a reinstaura supremația albilor.
Democrații și mulți republicani din nord erau de acord că naționalismul confederat și sclavia muriseră—scopurile războiului fuseseră atinse—și alte intervenții militare ar fi reprezentat o încălcare nedemocratică a valorilor istorice republicane. Victoria contestată a lui Rutherford Hayes în alegerile guvernatoriale din Ohio din 1875 a indicat că politica sa de neintervenție în Sud urma să devină politica republicanilor, așa cum s-a întâmplat când el a devenit candidat al Partidului Republican pentru alegerile prezidențiale din 1876.
O explozie de violențe a însoțit campania pentru alegerile guvernatoriale din Mississippi din 1875, în care Red Shirts și cluburile democrate, operând deschis și fără disimulări, au amenințat și au împușcat destui republicani pentru a tranșa alegerile în favoarea democraților. Guvernatorul republican Adelbert Ames i-a cerut lui Grant trupe federale pentru a riposta; Grant a refuzat, spunând ca opinia publică era „obosită” de violențele permanente din Sud. Ames a fugit din stat și democrații au preluat controlul statului Mississippi.
Aceasta însă nu a pus capăt violențelor, iar campaniile și alegerile din 1876 au fost marcate de alte omoruri și atacuri împotriva republicanilor în Louisiana, Carolina de Nord și de Sud, și Florida. În Carolina de Sud, campania electorală din 1876 a fost marcată de numeroase crime și fraude împotriva sclavilor eliberați. Membri Red Shirts defilau înarmați în urma candidaților democrați; aceștia au ucis negri în masacrele de la Hamburg și Ellenton, Carolina de Sud; un istoric a estimat că 150 de negri au fost uciși în săptămânile dinainte de alegerile din 1876 în toată Carolina de Sud. Gruparea Red Shirts i-a oprit de la vot pe aproape toți negrii din două districte locuite majoritar de negri. Red Shirts a activat și în Carolina de Nord.

### Alegerile din 1876
Reconstrucția a continuat în Carolina de Sud, Louisiana și Florida până în 1877. Alegerile din 1876 au fost însoțite de violențe în tot Sudul Extrem. O combinație de fraude electorale și intimidări împotriva negrilor au suprimat votul acestora chiar și în districtele în care ei erau majoritari. White League a activat în Louisiana. După ce republicanul Rutherford Hayes a câștigat alegerile prezidențiale din 1876, s-a ajuns la Compromisul din 1877.  
Democrații albi din Sud au acceptat victoria lui Hayes cu condiția ca acesta să retragă toate trupele federale. Până în acest punct, Nordul devenise obosit de insurgențele din Sud. Democrații albi controlau majoritatea legislativelor din Sud și milițiile înarmate controlau orașele mici și zonele rurale. După ce democrații albi au adoptat constituții și legi prin care negrii erau privați de drepturi, afroamericanii care doreau să-și exercite drepturile legale au fost împiedicați în mod repetat de albii democrați de-a lungul următorilor 75 de ani. Ei au considerat Reconstrucția un eșec, deoarece guvernul federal și-a retras armata care le proteja lor drepturile cetățenești.

### Redeemers și privarea de drepturi
Sfârșitul Reconstrucției a marcat începutul unei perioade, 1877–1900, în care legislativele dominate de albi au adoptat legi și constituții noi care au creat bariere pentru înregistrarea alegătorilor și pentru dreptul la vot al afroamericanilor și albilor săraci, aducând nadirul relațiilor rasiale americane. Albii democrați au adoptat și legile Jim Crow, prin care s-a impus segregarea rasială în transportul public și în clădirile publice, precum și alte restricții impuse negrilor. În anii 1880 și 1890, Partidul Populist s-a aliat în unele cazuri cu republicanii negri. În fața acestei amenințări, albii democrați au acționat pentru a restrânge drepturile grupurilor ce susțineau aceste partide. Legislativele statelor au adoptat legi prin care dreptul la vot al negrilor și albilor analfabeți a fost restrâns, impunând noi cerințe pentru înregistrarea alegătorilor. „Chiar succesul coalițiilor interrasiale a catalizat mișcarea pentru privarea de drepturi în rândurile clasei albilor care erau la conducere înainte de război.”
Între 1890 și 1908, începând cu statul Mississippi, zece din cele unsprezece state ale fostei Confederații au adoptat noi constituții și amendamente care au ridicat noi cerințe pentru înregistrarea alegătorilor, inclusiv impunerea votului cenzitar, a testelor de alfabetism, clauzele bunicilor (care exceptau de la testele de alfabetism pe cei ce aveau drept de vot înainte de război și pe urmașii acestora) și condiții de reședință. Efectul asupra drepturilor negrilor a fost imediat și devastator. Sute de mii de afroamericani au fost șterși de pe listele electorale în tot Sudul. Zeci de mii de albi săraci au fost și ei privați de drepturi. S-a impus practic un sistem în care Partidul Democrat al albilor era partid unic.  În ambele cazuri, pricarea de drepturi a durat până mult după începutul secolului al XX-lea.
Legislația privind drepturile civile adoptată în timpul Reconstrucției a fost răsturnată cu colaborarea Curții Supreme a Statelor Unite. Curtea Supremă a decis în cazurile drepturilor civile din 1883, că Amendamentul al 14-lea dădea Congresului doar puterea de a interzice discriminarea instituțiilor publice, nu și pe cea a persoanelor private. În cazul Plessy v. Ferguson⁠(d) (1896), Curtea Supremă a mers mai departe, hotărând că segregarea rasială perpetuată de stat era legală atâta vreme cât serviciile furnizate erau „separate, dar egale”.
Afroamericanii au început imediat să conteste în instanțe politicile privatoare de drepturi. Primele contestații la Curtea Supremă privind condițiile de înregistrare la vot în statul Mississippi, Williams v. Mississippi⁠(d) (1898), și a legilor similare din Alabama, Giles v. Harris⁠(d) (1903), nu au avut succes, ceea ce a încurajat și alte state să adopte legi similare. Booker T. Washington, cunoscut pentru pozițiile sale publice de acomodaționist, s-a folosit de legăturile sale pentru a strânge fonduri și a găsi avocați pentru aceste contestații.
În 1909, s-a înființat NAACP⁠(d) (NAACP⁠(d) - Asociația Națională pentru Propășirea Persoanelor de Culoare). În curând, asociația a început să participe la procese, și și-a format Fondul de Apărare Legală ca organizație separată. În 1915, în cazul Guinn v. United States⁠(d), Curtea Supremă a decis că clauza bunicilor este neconstituțională în Oklahoma. Acesta a fost primul caz în care NAACP a depus o contestație la Curtea Supremă. Alte state care utilizau această cauză a trebuit să o desființeze, dar statele au dezvoltat rapid alte măsuri pentru a continua privarea de drepturi a negrilor. NAACP a contestat în instanță și alte legi privitoare de drepturi de la caz la caz, acumulând câteva victorii.
Când Curtea Supremă a decis că interzicerea votării negrilor în alegerile primare este neconstituțională, în procesul Smith v. Allwright⁠(d) (1944), organizațiile pentru drepturi civile s-au grăbit să înregistreze alegători afroamericani. Până în 1947 Comitetul pentru Înregistrarea Tuturor Cetățenilor (ACRC) din Atlanta a reușit să înregistreze 125.000 de alegători în Georgia, ridicând participarea negrilor la 18,8% din cei eligibili, de la 20.000 la alegerile din 1940.  Georgia, printre alte state din Sud, a adoptat noi legi (1958) care au încercat să împiedice din nou înregistrarea alegătorilor negri. Abia după ce liderii afroamericani au obținut adoptarea Legii Drepturilor Civile Federale în 1964 și Legea Dreptului de Vot din 1965, toți cetățenii americani au recâștigat dreptul de a vota, drept obținut pentru prima oară de afroamericani după războiul civil.

## Istoriografia
Interpretarea Reconstrucției a suferit schimbări drastice de mai multe ori. Aproape toți istoricii, însă, au concluzionat că ea a reprezentat un eșec. Unele din repercusiunile acestui eșec s-au simțit până la mișcarea pentru drepturile civile. În perioada 1865-75, majoritatea autorilor au adoptat punctul de vedere că foștii confederați erau trădători, iar Johnson era aliatul lor care amenința să distrugă realizările constituționale ale Uniunii. În anii 1870 și 1880, mulți autori au afirmat că Johnson și aliații săi nu erau trădători, ci au făcut mari greșeli prin opoziția la Amendamentul al 14-lea și prin pregătirea Reconstrucției Radicale. 
Booker T. Washington, care a crescut în Virginia de Vest în timpul Reconstrucției, a concluzionat că „experimentul de democrație rasială al Reconstrucției a eșuat deoarece a început dintr-un punct greșit, și anume punând accent pe mijloacele politice și drepturile civile, în loc să înceapă cu mijloacele economice și auto-determinarea." Soluția sa era dezvoltarea infrastructurii economice a comunității negrilor, la care a participat ca lider al Institutului Tuskegee. Totuși, istoricii au descoperit că Washington și-a folosit resursele lui și ale aliaților săi nordici și pentru finanțarea și reprezentaree în numeroase procese în care erau atacate restricțiile și segregația din Sud, precum și privarea de drepturi constituționale, cum a fost cazul proceselor Giles v. Harris⁠(d) (1903) și Giles v. Teasley (1904) în Alabama.
În literatura populară, două romane de Thomas Dixon—The Clansman⁠(d) și The Leopard's Spots: A Romance of the White Man's Burden — 1865–1900⁠(d)—au prezentat romanțat rezistența albilor la Reconstrucție, lăudând acțiunile KKK. Alți autori au prezentat sclavia într-o lumină favorabilă, și plantațiile agricole din Sud dinainte de război ca un mediu liniștit și armonios. Aceste sentimente au fost exprimate pe ecran în filmul antirepublican din 1915 al lui D.W. Griffith, The Birth of a Nation. 
Școala Dunning, centrată în departamentul de istorie de la Columbia University a analizat Reconstrucția ca eșec, cel puțin după 1866, din motive foarte diferite. S-a susținut acolo că în Reconstrucție au fost luate drepturi și libertăți de la albii calificați și au fost acordate negrilor necalificați care au fost păcăliți de carpetbaggers și Scalawag corupți. Un istoric nota că „Reconstrucția a fost o luptă între două extreme: democrații, ca grup care includea marea majoritate a albilor, care luptau pentru o guvernare decentă și pentru supremație rasială, respectiv republicanii, negrii, carpetbaggers străini, și scalawags renegați, luptând pentru idealuri străine și pentru o guvernare necinstită. Acești istorici scriau literalmente în termeni de alb și negru.”
În anii 1930, „revizionismul” a devenit popular printre istorici. Ca discipoli ai lui Charles Austin Beard⁠(d), revizioniștii s-au concentrat pe economie, acordând mai puțină atenție politicii și chestiunilor constituționale. Ei afirmau că retorica radicală a drepturilor egale a fost mai mult o diversiune prin care se ascundeau motivațiile reale ale adevăraților susținători ai Reconstrucției. Howard Beale spunea că Reconstrucția a fost în primul rând o tentativă reușită a finanțatorilor, constructorilor de căi ferate și a industriașilor din nord-est, prin intermediul Partidului Republican, de a controla guvernul național în scopul propriilor interese economice. Aceste interese erau continuarea taxelor de protecție ridicate din timpul războiului, o nouă rețea de bănci naționale, și garanția unei monede naționale forte. Pentru a reuși, această burghezie trebuia să înlăture vechea clasă agrariană de proprietari de plantații din Sud și din Vestul Mijlociu. Aceasta s-a realizat prin inaugurarea Reconstrucției, care a făcut din statele din Sud fiefuri republicane, și prin prezentarea politicilor în fața votanților în pachete populiste, cum ar fi patriotismul nordic sau cămașa însângerată. Istoricul William Hesseltine a adăugat  punctul de vedere că oamenii de afaceri din nord-est doreau să controleze Sudul economic, ceea ce au realizat prin intermediul căilor ferate aflate în proprietatea lor. Totuși, istoricii din anii 1950 și 1960 au contrazis teoriile lui Beale privind cauzele economice demonstrând că oamenii de afaceri din Nord nu reușeau să ajungă la acorduri privind politica monetară sau fiscală, și rareori erau atenți la chestiunile legate de Reconstrucție.
Istoricul afroamerican W. E. B. Du Bois⁠(d), în lucrarea sa Black Reconstruction in America, 1860-1880, publicată în 1935, a comparat rezultatele obținute în diverse state pentru a prezenta realizările legislativelor din timpul Reconstrucțiilor și pentru a contrazice afirmațiile despre controlul afroamerican asupra guvernelor. El a evidențiat contribuțiile negrilor, cum ar fi instituirea sistemului public universal de educație, instituțiile sociale și de caritate, și votul universal ca rezultate importante, și a observat colaborarea lor cu albii. El a arătat și că albii au beneficiat cel mai mult de efectele financiare, și a pus excesele în perspectiva situației postbelice. El a observat că, în ciuda nemulțumirilor, mai multe state și-au păstrat constituțiile din timpul Reconstrucțiilor timp de aproape un sfert de secol. Deși a primit critici favorabile, lucrarea sa a fost ignorată de istoricii albi contemporani.
În anii 1960, au apărut istorici neoaboliționiști, în frunte cu John Hope Franklin⁠(d), Kenneth M. Stampp⁠(d) și Eric Foner. Influențați de mișcarea pentru drepturi civile, ei au respins școala Dunning și au găsit multe aspecte pozitive ale Reconstrucției radicale. Foner, principalul susținător al acestui punct de vedere, a afirmat că Reconstrucția nu a fost dusă până la capăt, și că era necesară o a doua Reconstrucție spre sfârșitul secolului al XX-lea pentru a atinge scopul completei egalități pentru afroamericani. Neoaboliționiștii au minimalizat corupția și risipa guvernelor republicane, spunând că nu a fost mai rea decât cartelul lui William Magear Tweed⁠(d) din New York City. În schimb, aceștia au pus accent pe faptul că suprimarea drepturilor afroamericanilor a fost un scandal mai puternic și o corupere gravă a idealurilor republicane ale Americii. Ei au argumentat că reala tragedie a Reconstrucției nu a fost aceea că ea a eșuat fiindcă negrii nu erau capabili să guverneze, mai ales în condițiile în care ei nu au dominat niciun guvern la nivel de stat, ci aceea că a eșuat fiindcă albii au format o mișcare insurgentă cu scopul de a restaura supremația lor. Legislativele dominate de elitele albilor au adoptat constituțiile privatoare de drepturi între 1890-1908, constituții care au împiedicat majoritatea negrilor și albilor săraci să voteze. Aceste privări de drepturi au afectat milioane de oameni de-a lungul secolului al XX-lea, și i-au îndepărtat pe afroamericani și pe albii săraci de procesul politic din Sud. 
Reafirmarea supremației albilor a însemnat că în decurs de un deceniu, oamenii au uitat că negrii formau clase de mijloc înfloritoare în multe state din Sud. Lipsa de reprezentare a afroamericanilor a însemnat că ei au fost tratați ca cetățeni de rang inferior, cu școli și servicii constant subfinanțate în condiții de segregație, fără reprezentanți în juriile tribunalelor sau în forțele de menținere a ordinii, și fără reprezentanți în legislative. Abia odată cu mișcarea pentru drepturi civile și cu adoptarea de legi federale, afroamericanii și-au recâștigat dreptul de vot și alte drepturi civile în Sud"
Lucrări mai recente, de Nina Silber, David Blight, Cecelia O'Leary, Laura Edwards, LeeAnn Whites, și Edward J. Blum, au acordat mai multă atenție chestiunilor de rasă, religie și sex și în același timp au împins sfârșitul Reconstrucției spre sfârșitul secolului al XIX-lea, iar monografiile lui Charles Reagan Wilson, Gaines Foster, W. Scott Poole au oferit noi puncte de vedere asupra „Cauzei Pierdute” a Sudului.

### Ziare și reviste
- DeBow's Review revistă conservatoare din sud; accent pe economie și statistici
- Harper's Weekly principala publicație de știri din New York; pro-radical
- Nast, Thomas. Caricaturi Arhivat în 16 decembrie 2009, la Wayback Machine. caricaturi pro-radicale
- Surse primare din colecția Gilder-Lehrman Arhivat în 10 iunie 2010, la Wayback Machine.
- The New York Times online prin ProQuest în bibliotecile academice